# Popcorn & Paprika
Popcorn & Paprika ist eine in Ungarn gedrehte deutsche Teenie-Filmkomödie aus dem Jahre 1984 von Sándor Szalkai mit Siegfried Rauch und einer überwiegend jugendlichen Besetzung, darunter auch die beiden Kinder von Udo Jürgens.

## Handlung
Die deutsche Schwimm-Nationalmannschaft begibt sich für einen internationalen Vergleichskampf gegen die Ungarn nach Budapest. Mit dabei sind zahlreiche Teenager, die sehr gespannt auf das andere Geschlecht hinter dem eisernen Vorhang sind und sich auf Flirts und Spaß freuen. Beim gemeinsamen Training kommen sich die deutschen und die ungarischen Sportler bald nahe und Männlein und Weiblein beginnen sich zu vermischen. Schwimmtrainer Sigi hat alle Hände voll damit zu tun, dass sich seine Schwimm-Asse eher auf den Wettkampf als den Bettkampf konzentrieren. 
Der Trainer weiß, wovon er redet, hat er sich doch vor vielen Jahren, als er selber nach Ungarn reiste, in eine hübsche Einheimische verliebt und diese auch geheiratet. Nun droht seinem Sohn Peter derselbe Gang, denn er hat sich in die süße Piri verliebt. Was bislang niemand weiß: Infolge eines Seitensprungs wurde Sigi hier in Ungarn Vater eines Mädchens. Sollte es sich dabei womöglich um Piri handeln? Peter ist angesichts dieser Möglichkeit vollkommen verzweifelt. Völlig durcheinander ruft er seine Mutter an, die gleich am nächsten Tag nach Budapest fliegt …

## Produktionsnotizen
Popcorn & Paprika entstand in Budapest und wurde am 27. Juli 1984 uraufgeführt.
Produzent Franz Antel produzierte für die Lisa-Film von Karl Spiehs, Kurt Kodal war Produktionsleiter. Rolf Albrecht entwarf die Kostüme, Jolan Nemeth kümmerte sich um die Ausstattung.

## Kritiken
„Wenn internationale Schwimmwettkämpfe zwischen Jugendlichen immer so feucht-fröhlich ablaufen würden, wie in dieser Teenie-Komödie von Franz Antel, brauchten wir uns um die Völkerverständigung eigentlich keine Sorgen mehr zu machen.“

Im Filmdienst heißt es: „Teenagerfilm mit viel Musik, dessen Dialoge sich hauptsächlich der Frage widmen, wer wann mit wem ins Bett geht.“